# Kesenden
Kesenden is een bestuurslaag in het regentschap Kota Cirebon van de provincie West-Java, Indonesië. Kesenden telt 11.875 inwoners (volkstelling 2010).